# Ackermansgroeve

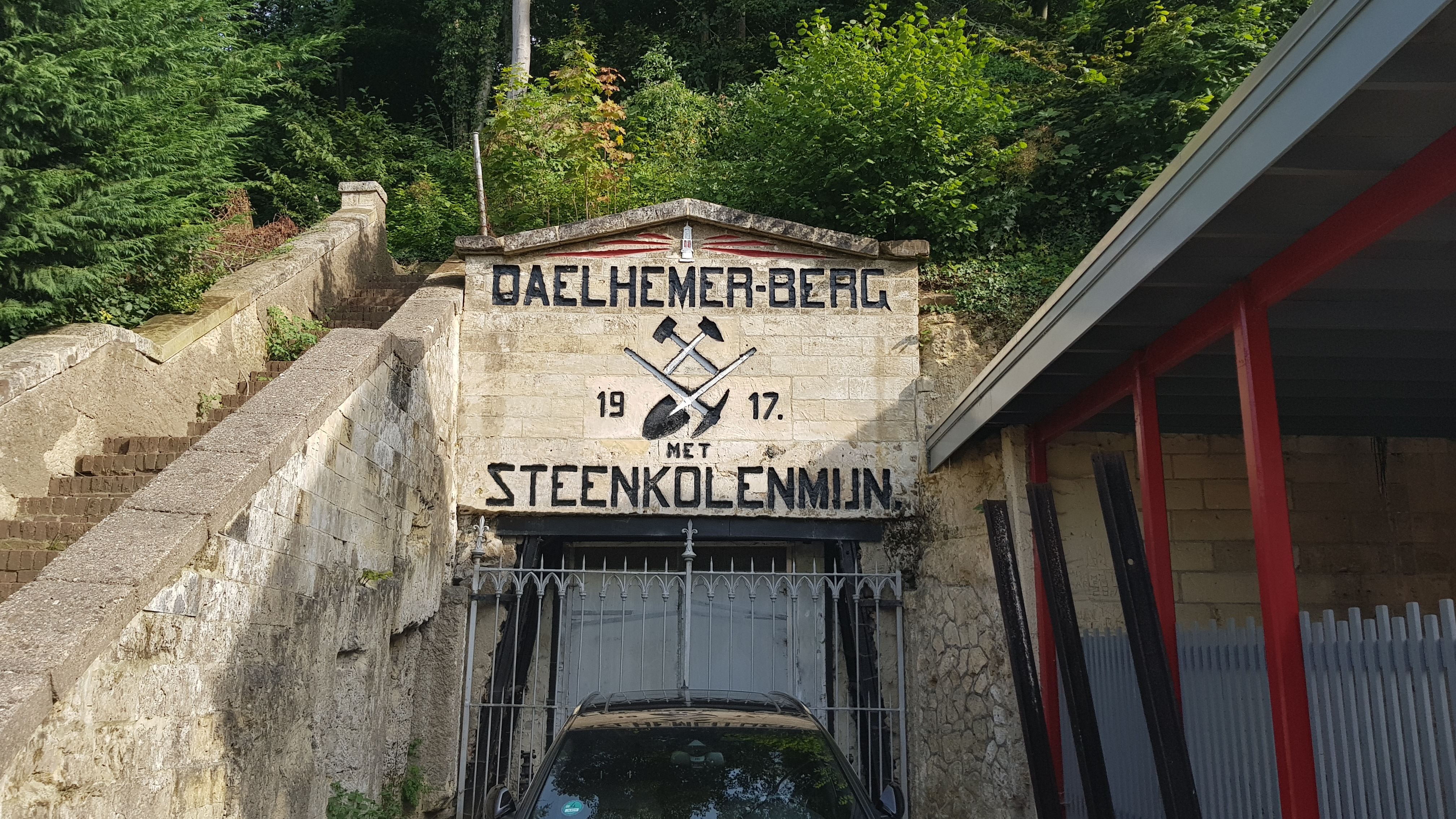
de noordelijke ingang met bovenschrift Daelhemer-berg met Steenkolenmijn

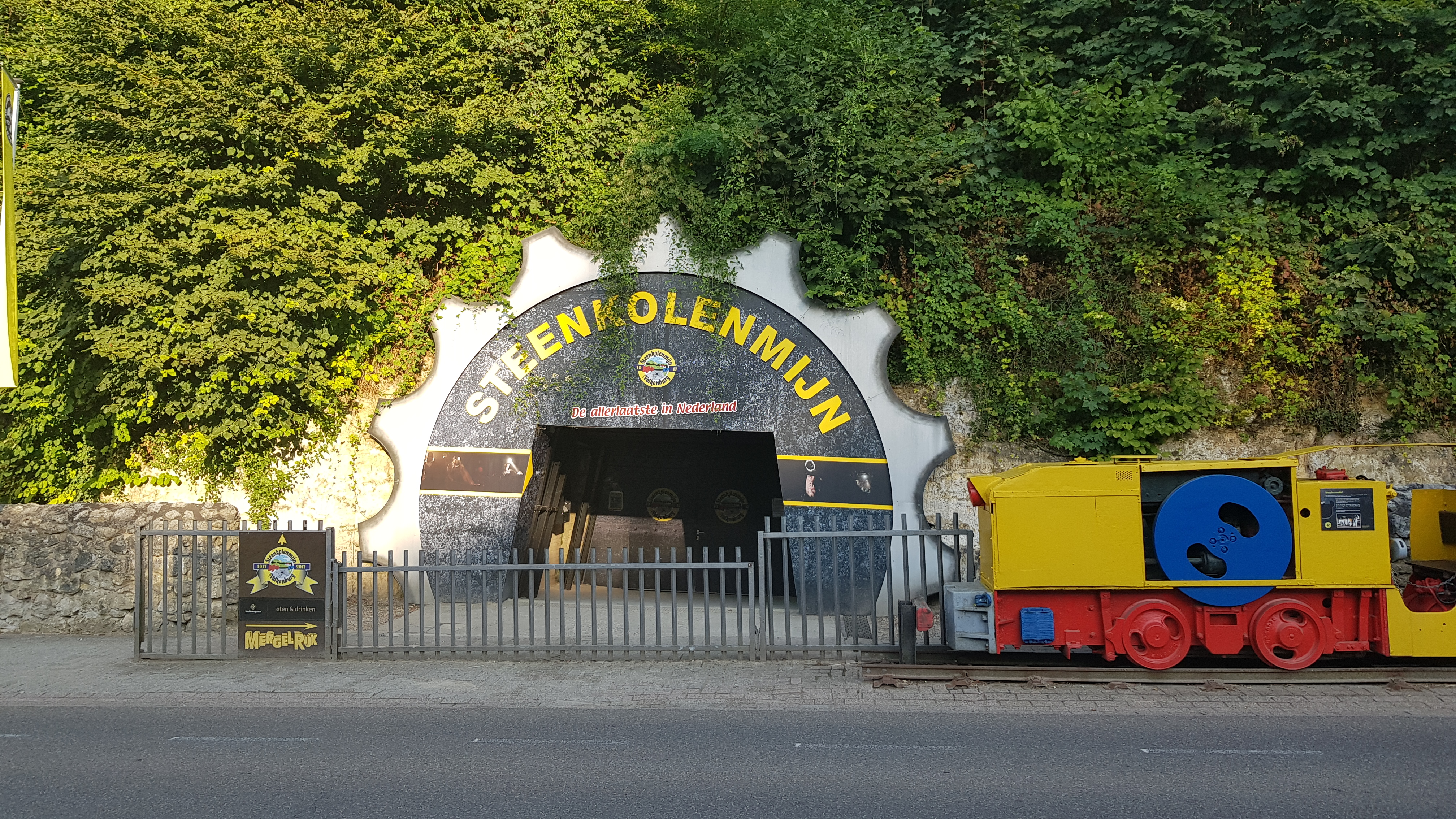
de middelste ingang, in gebruik voor de Steenkolenmijn

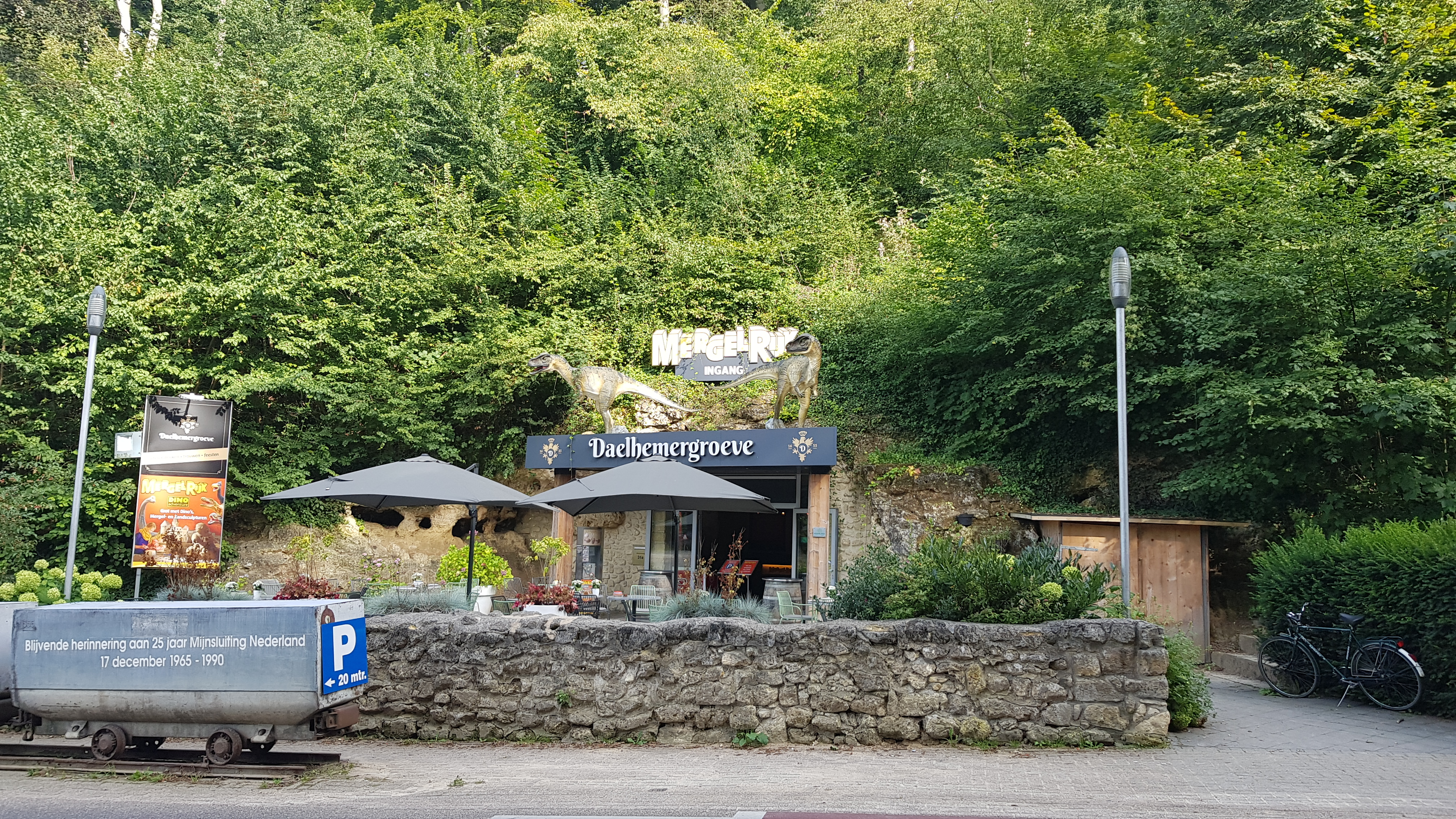
de zuidelijke ingang, in gebruik voor MergelRijk

De Ackermansgroeve of Daelhemerberggroeve is een Limburgse mergelgroeve in de Nederlandse gemeente Valkenburg aan de Geul in Zuid-Limburg. De ondergrondse groeve ligt aan de zuidwestkant van Valkenburg aan de Daalhemerweg op de noordelijke rand van het Plateau van Margraten in de overgang naar het Geuldal. Achter de groeve groeit op de helling het Vogelbos.
Andere schrijfwijzen en benamingen zijn Ackermangroeve, Daelhemmersberggroeve, Daelhemergroeve, Daalhemergroeve, Daalhemmergroeve, Daelhemergrot, Grot van Daelhem, Hollmansberg en Mosgrot.
De groeve wordt gebruikt voor de toeristische attracties van de Steenkolenmijn Valkenburg en MergelRijk. Tegenover de groeve ligt de Roebroekgroeve, naar het noordoosten liggen de Vogelbosgroeve en Kerkhofsgroeve.

## Geschiedenis
In de 16e tot de 19e eeuw werd de groeve door blokbrekers gebruikt voor de winning van kalksteen.
Vanaf 1917 werd er in de groeve een replica van een steenkolenmijn nagebouwd met ondersteuning van de Staatsmijnen.
In 1978 werd er in de groeve een restaurant gesitueerd. Dit deel van de groeve heette eerst de Mosgrot, dat wijzigde in Grot van Daelhem, en later naar Feestgrot.

## Groeve
De Ackermansgroeve vormt samen met de Daelhemerberggroeve één geheel. Het noordelijk deel is van oorsprong de Ackermansgroeve en het zuidelijk deel de Daelhemerberggroeve. De groeve is een middelgrote groeve en heeft deels twee verdiepingen. Het complex heeft een oppervlakte van 14679 vierkante meter en een ganglengte van 1887 meter.
De groeve heeft drie ingangen: de noordelijke ingang met bovenschrift Daelhemer-berg met Steenkolenmijn, de middelste die dient als ingang van de Steenkolenmijn en de zuidelijke ingang die gebruikt wordt door MergelRijk.
De beheerder van de groeve is een privaat bedrijf. In 2017 werd de groeve op veiligheid onderzocht en werd deze goedgekeurd voor intensief gebruik.

## Geologie
In de groeve werd zowel Kalksteen van Meerssen als Kalksteen van Emael gewonnen, beide uit de Formatie van Maastricht. Door het zuidelijk deel van de groeve loopt de Klauwpijp, een breuklijn waardoor er een hoogteverschil van meer dan tien meter zit en deze kalksteenlagen direct op elkaar aansluiten terwijl ze dat elders nooit doen.